# السا روئیز
السا روئیز (به انگلیسی: Elsa Ruiz) (زاده ۲ مارس ۱۹۸۷) کمدین، یوتیوبر و مجری اسپانیایی است.
او یک زن ترنس است.